# マーティー・バンクス
マーティー・バンクス(Marty Banks、1989年9月19日 - ）は、スーパーラグビー・パシフィックハイランダーズに所属するラグビー選手。

## プロフィール
- ニュージーランド・リーフトン出身[1]。
- ポジションはスタンドオフ(SO)、フルバック(FB)。
- 身長 191cm、体重 94kg

## 略歴
クライストチャーチボーイズ高校、クラスニヤール、ブラー、タスマン、ハリケーンズ、ハイランダーズ、ベネットンを経て、2018年、NTTドコモレッドハリケーンズに加入。同年9月9日にジャパンラグビートップチャレンジリーグ1stステージ第1節栗田工業ウォーターガッシュ戦に先発出場で日本での公式戦初出場を果たす。
2021年7月、サウスランドに加入。
2022年シーズンからハイランダーズに復帰。